# Katinka Faragó
Katherina (Katinka) Faragó, född 16 december 1936 i Wien, Österrike, död 26 november 2024 i Vaxholm, Stockholms län, var en svensk filmproducent och scripta.

## Biografi
Katinka Faragó, som var av judisk börd, kom med sin familj till Sverige 1940 undan judeförföljelserna. Hennes far, författaren Alexander Faragó, som skrev filmmanus till ett antal svenska filmer, tog ibland med henne på filminspelningar. Det ledde till att hon redan vid 17 års ålder blev scripta vid filmatiseringen av Harry Martinsons Vägen till Klockrike (1953). Ett par år senare började hon arbeta med Ingmar Bergman. Det samarbetet kom att vara i 30 år; Faragó arbetade med Bergman på 19 filmproduktioner.
Faragó var anställd som scripta på Svensk Filmindustri 1955–1965. Hon var sedan frilansande scripta under ett decennium innan hon började arbeta som produktionsledare. Under sju år var hon produktionsledare vid Bergmans filmbolag Cinematograph och blev därefter utsedd till produktionschef och producent vid Svenska Filminstitutet 1985–1990. Åren 1990 till 2002 var hon producent vid Sandrews.
Faragó gifte sig 1963 med Raymond Lundberg och efter att makarna skilts gifte hon 1984 om sig med TV-producenten Måns Reuterswärd. Hon fick två döttrar i första giftet, varav en är advokaten Clea Sangborn.

## Priser och utmärkelser
- Guldbaggen för bästa film, för God afton, Herr Wallenberg,  1991
- Litteris et Artibus,  2009
- Hedersguldbaggen,  2017

[Redigera Wikidata]

## Filmografi (urval)

### Producent
- 1984 – Bakom jalusin, regi Stig Björkman
- 1987 – Hip hip hurra!, regi Kjell Grede
- 1989 – Kvinnorna på taket, regi Carl-Gustaf Nykvist
- 1990 – Blankt vapen, regi Carl-Gustaf Nykvist
- 1990 – Hjälten, regi Agneta Fagerström-Olsson
- 1990 – God afton, Herr Wallenberg, regi Kjell Grede
- 1991 – Önskas, regi Lars Johansson
- 1992 – Jönssonligan & den svarta diamanten, regi Hans Åke Gabrielsson
- 1993 – Sista dansen, regi Colin Nutley
- 1995 – Alfred, regi Vilgot Sjöman
- 1996 – Juloratoriet, regi Kjell-Åke Andersson
- 1997 – Tic Tac, regi Daniel Alfredson
- 2003 – Kommer du med mig då, regi  Kjell Grede
- 2004 – Populärmusik från Vittula, regi Reza Bagher

### Produktionsledare
- 1976 – En dåres försvarstal (TV-serie), regi Kjell Grede
- 1978 – Höstsonaten, regi Ingmar Bergman
- 1981 – Sally och friheten, regi Gunnel Lindblom
- 1982 – Fanny och Alexander, regi Ingmar Bergman
- 1986 – Offret, regi Andrej Tarkovskij

### Scripta
- 1954 – Gud Fader och tattaren, regi Hampe Faustman
- 1957 – Det sjunde inseglet, regi Ingmar Bergman
- 1958 – Jazzgossen, regi Hasse Ekman
- 1964 – Älskande par, regi Mai Zetterling
- 1964 – 491, regi Vilgot Sjöman
- 1971 – Utvandrarna, regi Jan Troell
- 1975 – Trollflöjten, regi Ingmar Bergman